# (4960) Mayo
(4960) Mayo es un asteroide perteneciente al cinturón de asteroides, descubierto el 24 de septiembre de 1960 por Cornelis Johannes van Houten en conjunto a su esposa también astrónoma Ingrid van Houten-Groeneveld y el astrónomo Tom Gehrels desde el Observatorio del Monte Palomar, Estados Unidos.

## Designación y nombre
Designado provisionalmente como 4657 P-L. Fue nombrado Mayo en honor del astrónomo Jerome Mayo Greenberg, por su 70 cumpleaños. Conocido por su modelo de granos interestelares y cometario, trabajó en la Universidad Estatal de Albany y luego como jefe del Laboratorio Astrofísico en Leiden.

## Características orbitales
Mayo está situado a una distancia media del Sol de 3,017 ua, pudiendo alejarse hasta 3,301 ua y acercarse hasta 2,733 ua. Su excentricidad es 0,094 y la inclinación orbital 0,941 grados. Emplea 1914 días en completar una órbita alrededor del Sol.

## Características físicas
La magnitud absoluta de Mayo es 13,3. Tiene 11,01 km de diámetro y su albedo se estima en 0,076.